# Vlagblad
Het vlagblad is de bladschijf van het topblad van de bloeistengel bij grassen en speelt een belangrijke rol bij de korrelvulling. Bij gewone tarwe kan het vlagblad wel tot 70% bijdragen aan de in de korrel opgeslagen koolhydraten.

Vlagblad bij mais
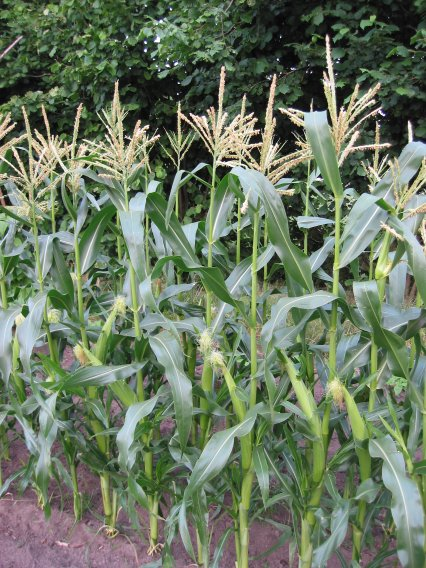
Vlagblad bij suikermais
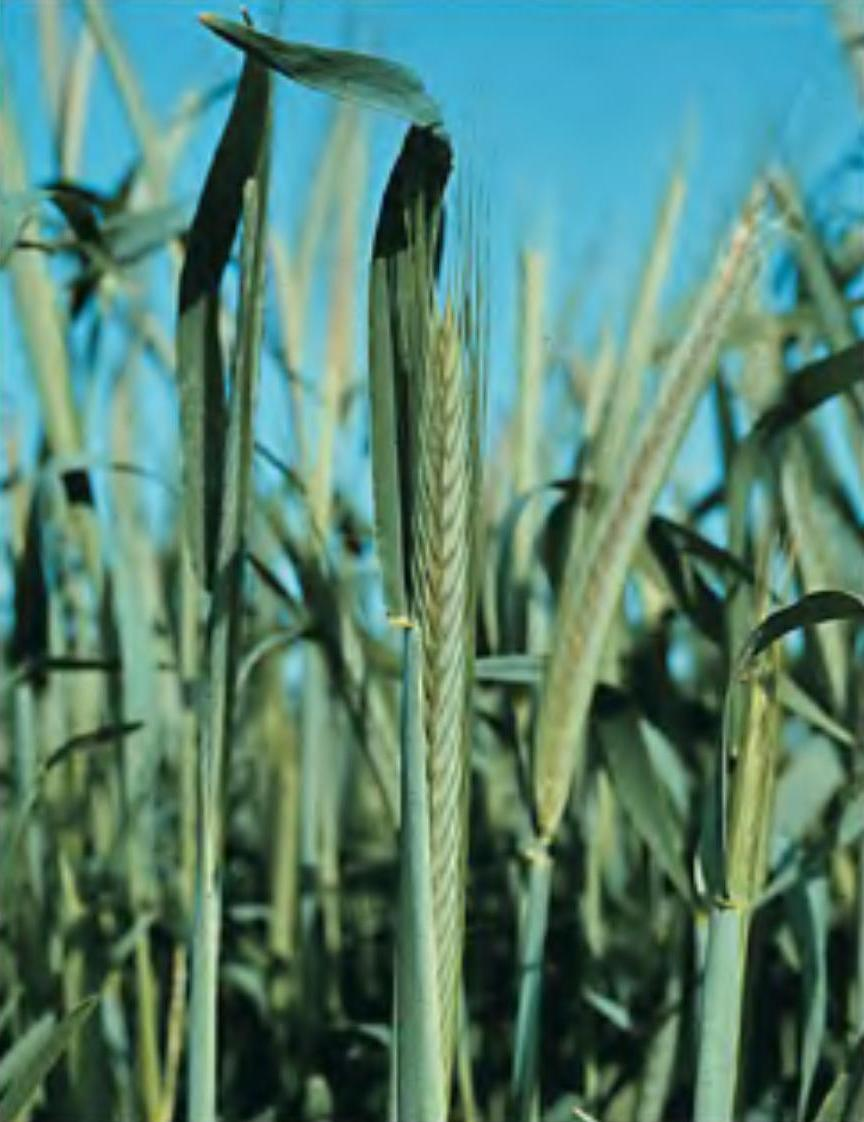
Vlagblad bij rogge
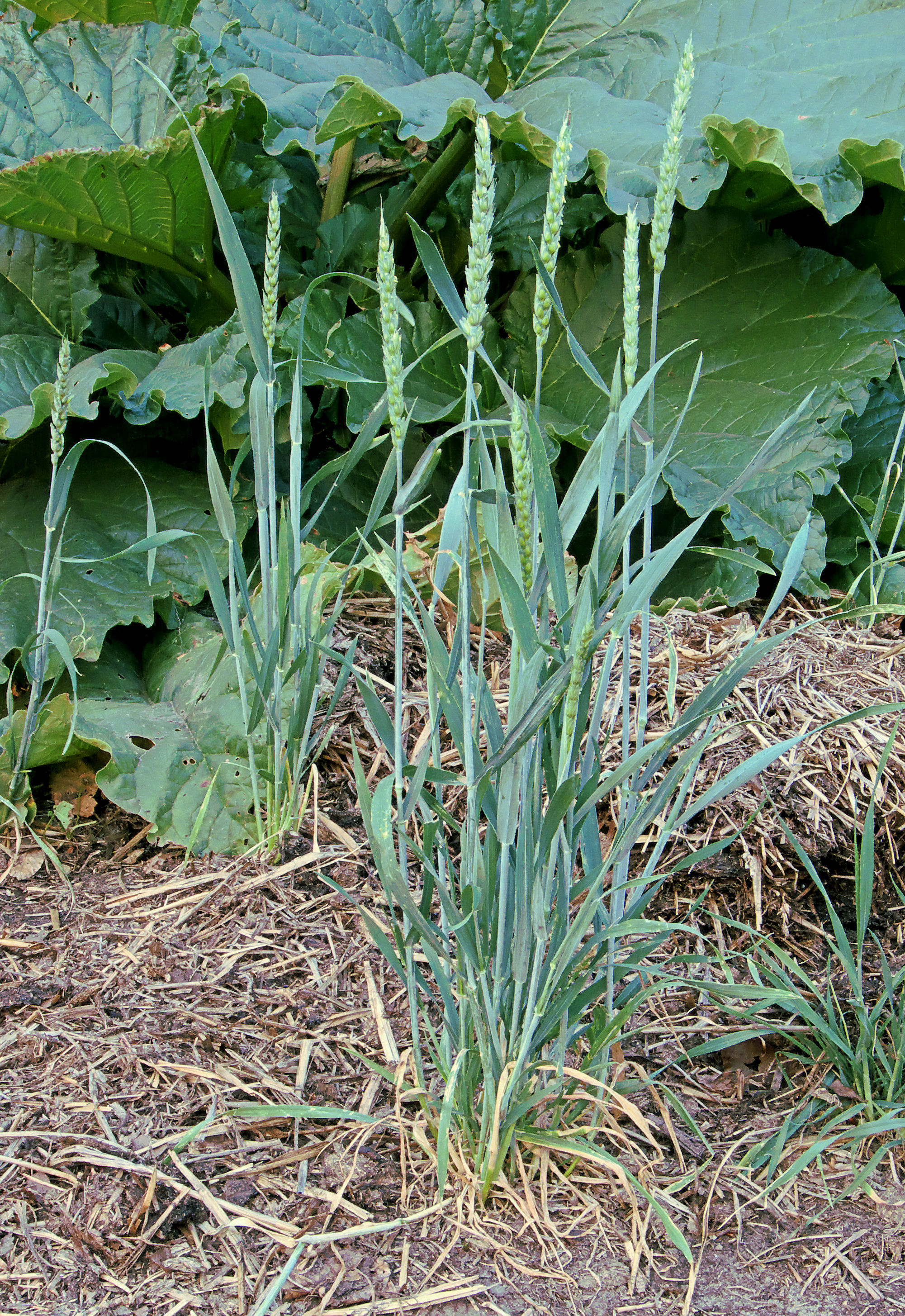
Bloeiende gewone tarwe
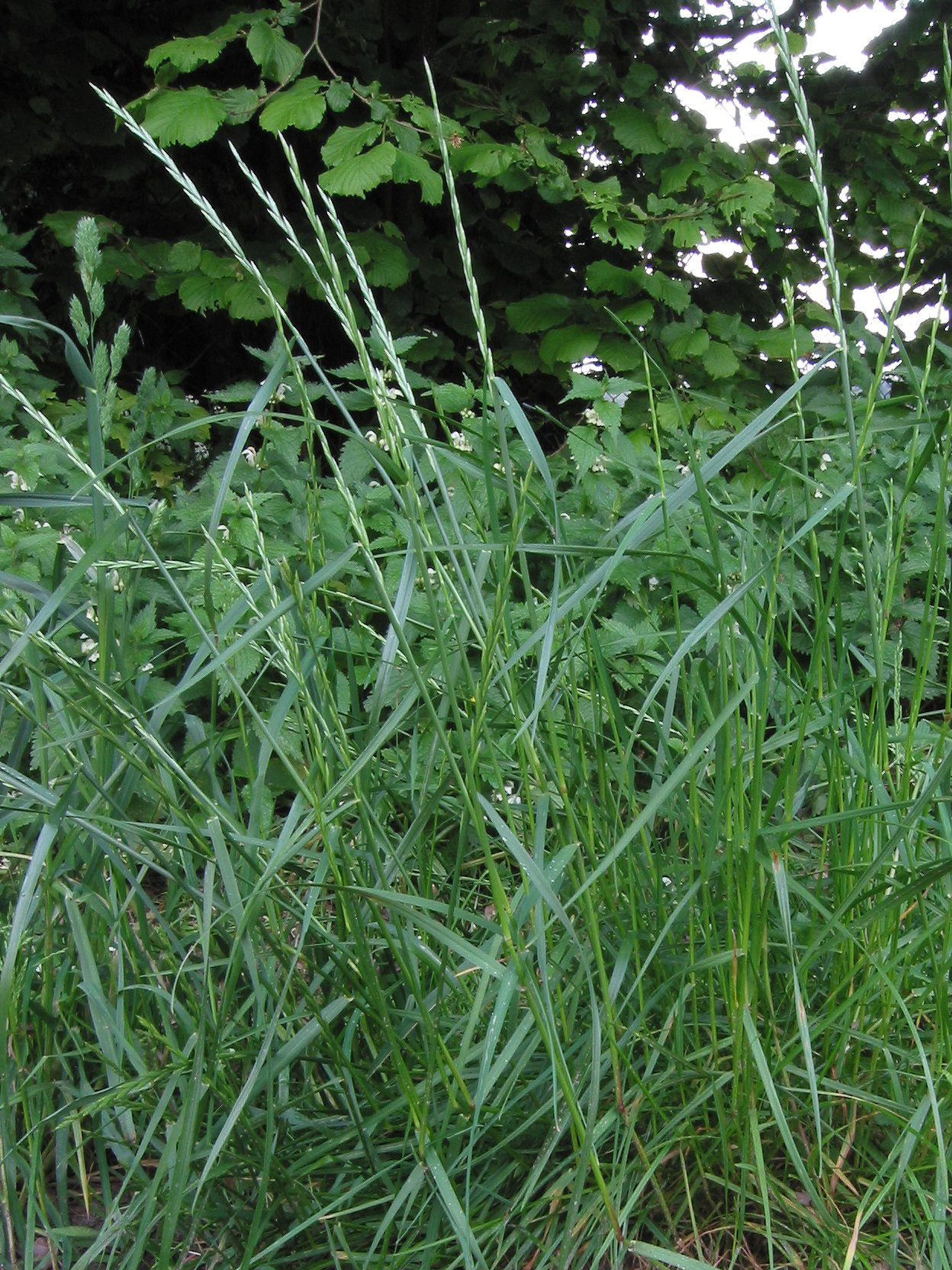
Vlagblad bij Engels raaigras